# St. Oswald (Regensburg)

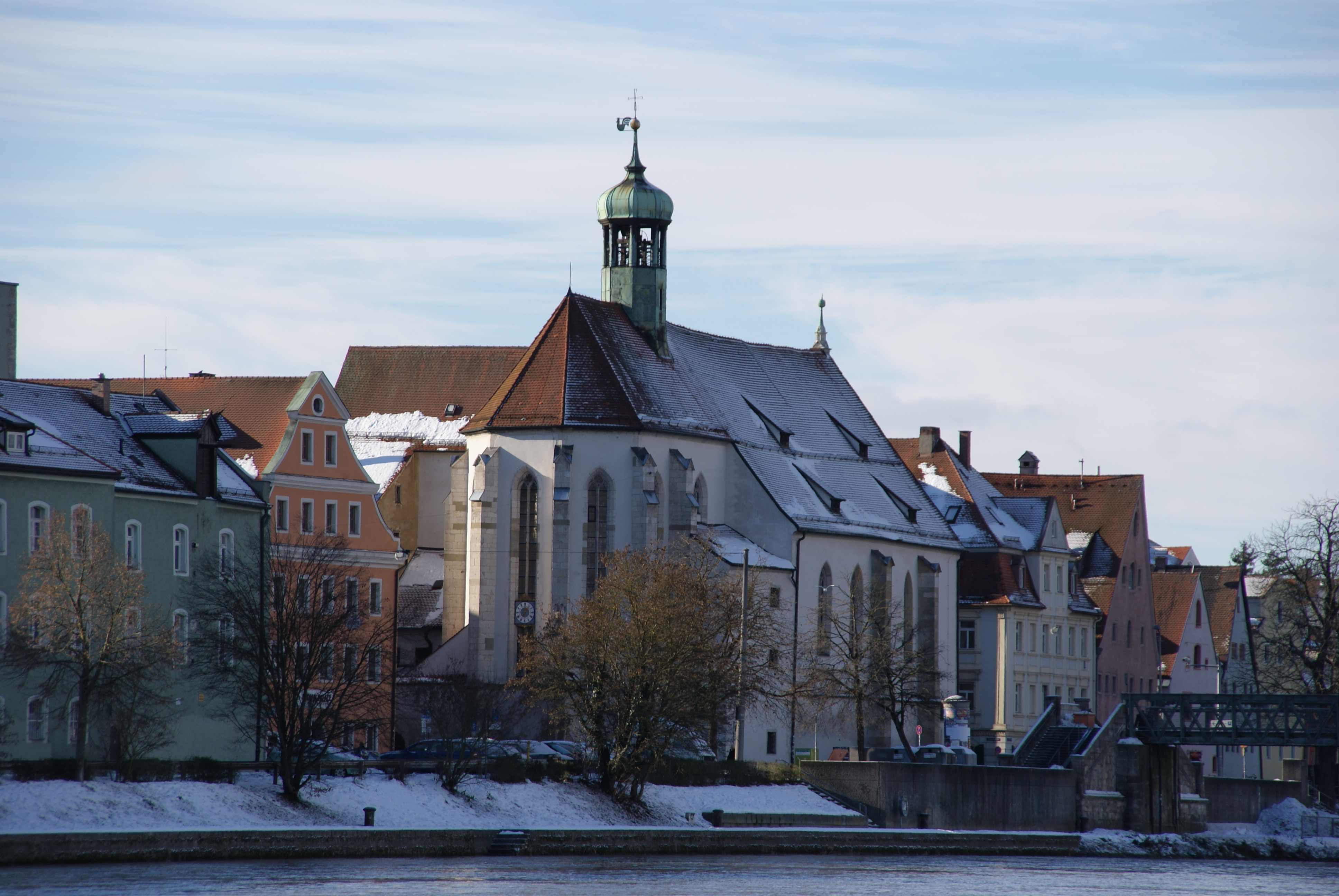
Evangelisch-lutherische Kirche St. Oswald, Regensburg

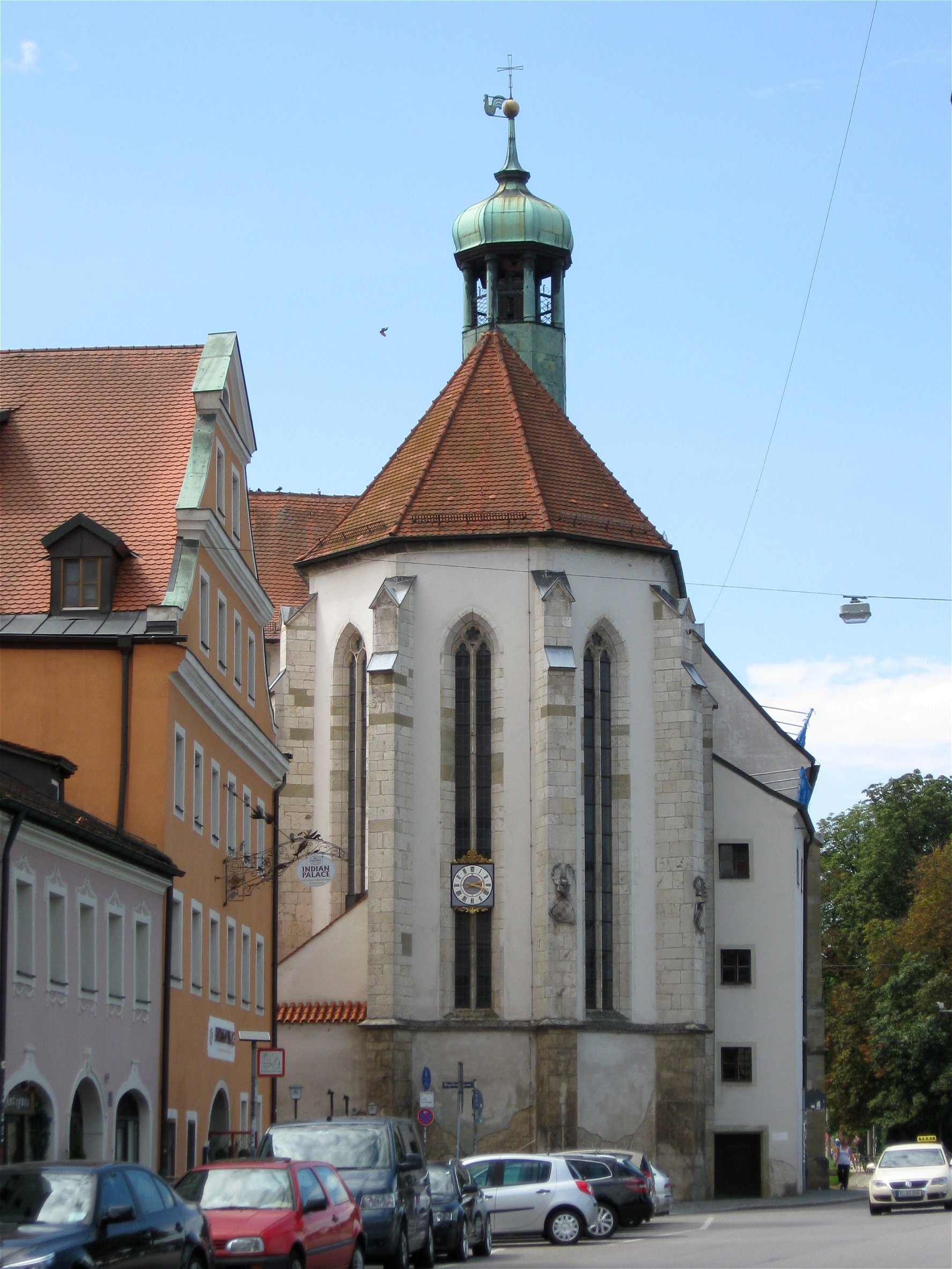
Östlicher Chorabschluss

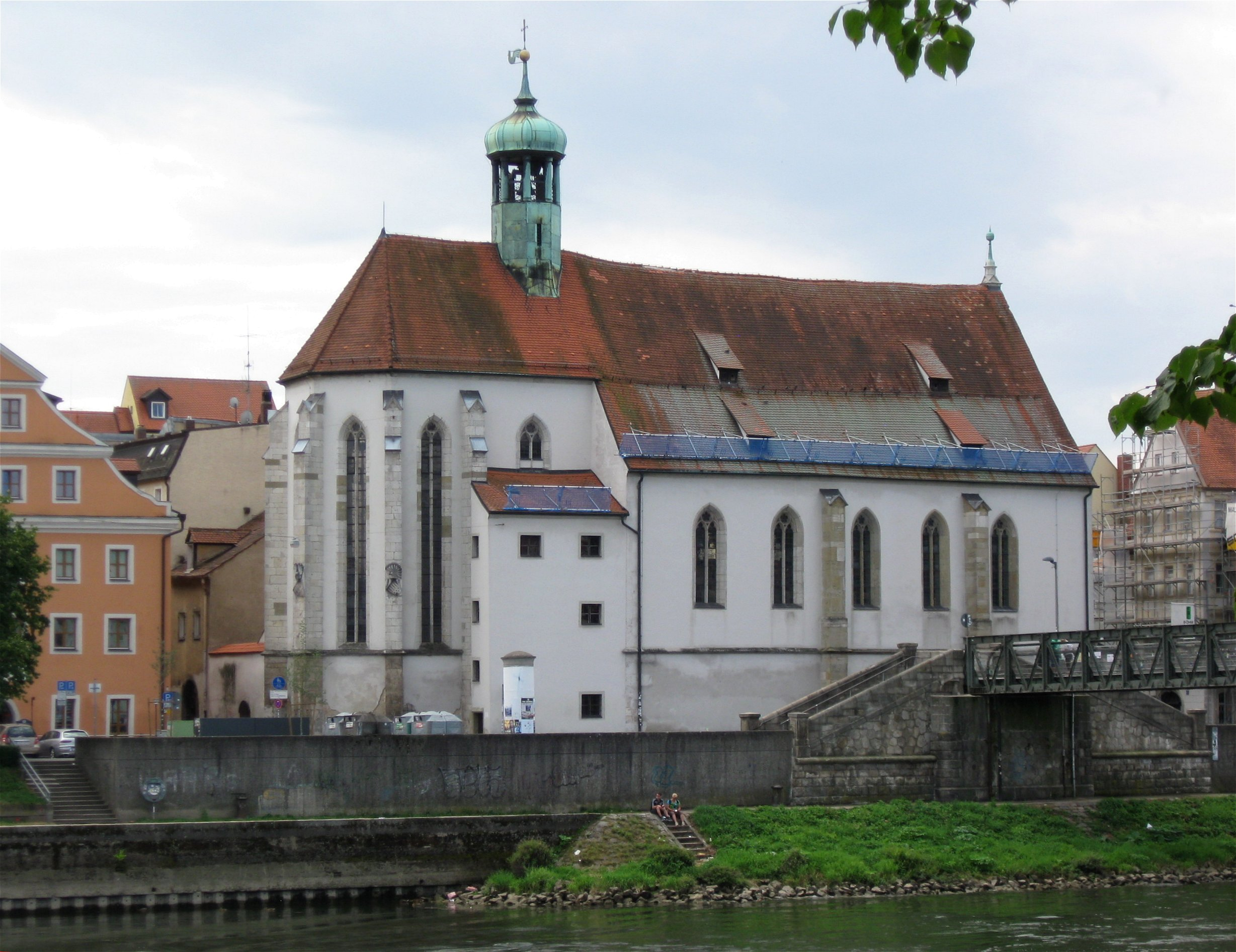
Nordseite an der Donau, rechts im Bild das Südende des Eisernen Stegs

Die Kirche St. Oswald ist eine evangelisch-lutherische Kirche in der westlichen Altstadt von Regensburg am Südufer der Donau, heute zugehörig zur Pfarrgemeinde der Dreieinigkeitskirche. Der Bau der Stiftskirche geht zurück auf die Zeit um 1290, als dort ein Karmelitenkloster errichtet wurde, das aber schon 1367 wieder verlassen wurde, als die Karmeliten nach Straubing abwanderten.

## Baubeschreibung
Auffallend ist der schlanke hohe  Chor, der mit durchgehender Sohlbank, schlanken, hohen Fenstern und schlichtem Maßwerk große Ähnlichkeit mit dem Chor der etwas früher entstandenen Dominikanerkirche zeigt, wo auch identische Steinmetzzeichen gefunden wurden. Die heute im Innenraum der Kirche sichtbaren Kellergewölbe am Fuß des Chores wurden nach Ergebnissen von noch nicht endgültig abgeschlossenen Bauforschungen als Bestandteile der Erdgeschoss-Zone der ehemals südlich an die Kirche anschließenden profanen Vorgängerbauten eines Frauenstiftes erkannt.
Die Stifter des Frauenstiftes, Friedrich Auer und Karl Prager hatten bereits 1307 eine Stiftung für 12 Pfründnerinnen gegründet. Sie sollten in Gebäuden mit Anschluss an die unmittelbar benachbarte Kirche Unterkunft und Betreuung durch die Karmeliten finden. Die benötigten Wohngebäude schlossen sich im Westen direkt an die Kirche an, was heute die Aufklärung der baulichen Verhältnisse für das Gebäude der Kirche  erschwert, zumal das Langhaus der Kirche nach 1604 auch noch erweitert wurde. Außerdem verlief in der westlich angrenzenden Straße Weißgerbergraben bis 1320 die Arnulfinische Stadtmauer und in der nördlich angrenzenden Donau-Uferstraße (Keplerstraße / Holzlände) die  mittelalterliche Stadtmauer. Steine der Stadtmauern haben sich bei den seit 2019 laufenden Sanierungsarbeiten auch in den Mauern der südlich an die Kirche anschließenden Wohngebäuden gefunden, so dass die Spitalwohngebäude auch direkt mit der Stadtmauer verbunden gewesen sein könnten. Der Zugang zur Kirche erfolgte früher im Osten. Der heutige Eingang mit Vorhalle im Westen wurde erst 1908 errichtet und könnte die baulichen Überlieferungen erneut verändert haben.

## Geschichte
1307 hatten die beiden reichen Regensburger Patrizier Friedrich Auer und Karl Prager die sog. „neue“ oder „reiche“  Spitalstiftung für 12 Pfründnerinnen gegründet mit Spital und Kirche. Bei der Stiftung handelte es sich um die erste rein bürgerliche Stiftung, die sich deutlich abgrenzte von der Katharinenspitalstiftung, die von Bürgern und Bischof gemeinsam verwaltet wurde. Die Wappen der Stifter sind an den Strebepfeilern der Chornordseite, zur Straßenseite und zur Donau weithin sichtbar. Nach dem Aussterben der  Prager 1307 übernahmen die Gumprecht deren Stiftungsanteile und übernahmen Spitalpflege und Verwaltung des Spitals. Das „Reiche Spital“ diente zur Versorgung frommer Frauen aus den Familien der Stifter. Das Wappen der Gumprecht befindet sich im Innern der Kirche am Schlussstein im Chorjoch.
Nach dem Aussterben der Auer 1483 beanspruchte der Rat der Stadt die Patronatsrechte. Erst nach einem jahrelangen Rechtsstreit wurden diese Rechte dem Rat der Stadt 1514 zugesprochen. Deshalb konnte 1537 im Vorfeld der Reformation die Spitalpflege an das wenige Jahre zuvor neu gegründete reichsstädtische Almosenamt übertragen werden. Das Wappen der Stadt befindet sich am Schlussstein im Chorschluss. Rechtsnachfolger des Almosenamtes ist heute die Evangelische Wohltätigkeisstiftung, die das Spital, das heute als Studentenheim genutzt wird, verwaltet.
In der nach Einführung der Reformation seit 1542 evangelischen Reichsstadt wurde die Kirche St. Oswald nach dem Augsburger Interim 1553 erstmals für den protestantischen Gottesdienst genutzt. Damit war die Kirche neben der Bruderhauskapelle am Emmeramsplatz, dem Gotteshaus der zweiten Spitalstiftung, die im späten Mittelalter in rein patrizischer Trägerschaft entstanden war und neben der damals noch unvollendeten Neupfarrkirche als der eigentlichen Pfarrkirche, eine von drei evangelischen Kirchen der Stadt. Weil in den Folgejahren auch wegen der Zuwanderung von aus Österreich vertriebener Protestanten der Raum- und Platzbedarf für Gottesdienste groß war, wurde mit dem Dominikanerorden eine umstrittene Doppelnutzung der Dominikanerkirche vereinbart, die erst mit Baubeginn der Dreieinigkeitskirche 1627–1631 endete.
1604 sollte das Langhaus der Oswald-Kirche nach Westen hin erweitert werden. Ausweislich neuester Bauforschungen muss es sich im Mittelalter beim damaligen westlichen Teil des Langhauses um das Wohnhaus der Pfründnerinnen gehandelt haben, die damit von innen her aus ihren Wohnräumen auf den Altar in der Kirche blicken konnten.
Im westlichen Langhaus wurde eine Wendeltreppe zur Orgelempore errichtet, und die Spitalgebäude wurden im südlichen Anschluss entlang des Weißgerbergrabens neu errichtet. Die Erweiterung nimmt im Außenbau den bis zum ersten Langhaus-Strebepfeiler bestehenden mittelalterlichen Bau genau auf: im Bauvolumen, in der Fortführung der Dachgestalt, mit Strebepfeiler und Fensterformen, bis hin zur detaillierten Nachbildung der Maßwerkformen.
Damit stellt die Kirche in ihrer heutigen Form ein bemerkenswertes Beispiel nachgotischer Architektur dar.
Im Inneren erhielt die Kirche neben dem ebenerdig eingebauten Gestühl 1626 eine Emporenanlage mit weiteren Plätzen. Die Kirche diente seit 1610 der auch in Regensburg seit der Frühzeit der Reformation gehaltenen Katechismusgottesdienste, Predigtgottesdienste zu Lehre und Vertiefung von Glaubenswissen, die zuvor in der Neupfarrkirche gehalten worden waren.
Im frühen 18. Jahrhundert wurde das Kircheninnere barockisiert, das Chorgewölbe ausgemalt und der Altar unter Verwendung der vorhandenen Bilder mit einem neuen Aufbau versehen. Das Langhaus wurde stuckiert und mit einem reichen Bildprogramm ausgestattet.
1750 wurde eine neue, im Orgelprospekt auf das barocke Kircheninnere abgestimmte Orgel eingebaut. Dafür musste im Westen die obere Empore weichen; die untere wurde erweitert und erhielt ihre geschwungene, in den Raum ausgreifende Form. In dieser Zeit entstand im Winkel zwischen Chor und Langhaus an der Nordseite, der Straßenseite, ein zweites Treppenhaus mit einfacher, gegenläufiger Treppe. Ebenfalls mit einem Anbau erweitert wurde die 1588 an der Südseite des Chores errichtete Sakristei. Im Außenbereich der Sakristei ist die Kirche auf ihrer Südseite mit einem romanischen Hausturm verbunden, der über einen kleinen Hof von der dort verlaufenden Engelburgergasse aus zugänglich ist. Letzte Baumaßnahmen gab es zu Beginn des 20. Jahrhunderts mit dem Bau einer neuen Vorhalle im Westen nach Entwürfen von German Bestelmeyer sowie der Erneuerung des Dachreiters.
In den 1950er und den 1980er Jahren fanden umfangreiche Sanierungen statt, 1953–1955 mit Umbau und bis 1991 mit Wiederherstellung der barocken Orgel.

## Ausstattung

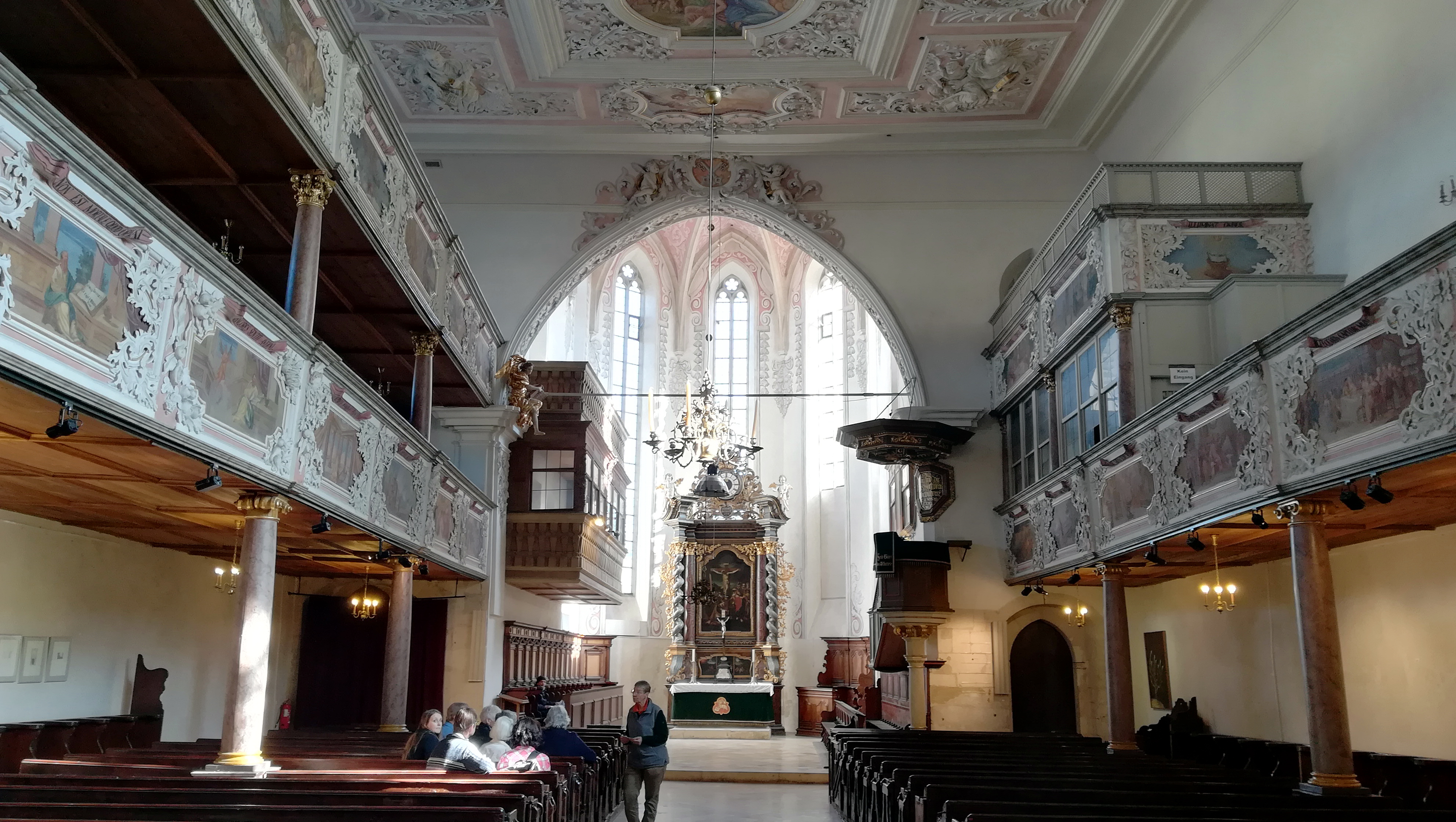
St. Oswald: Innenraum

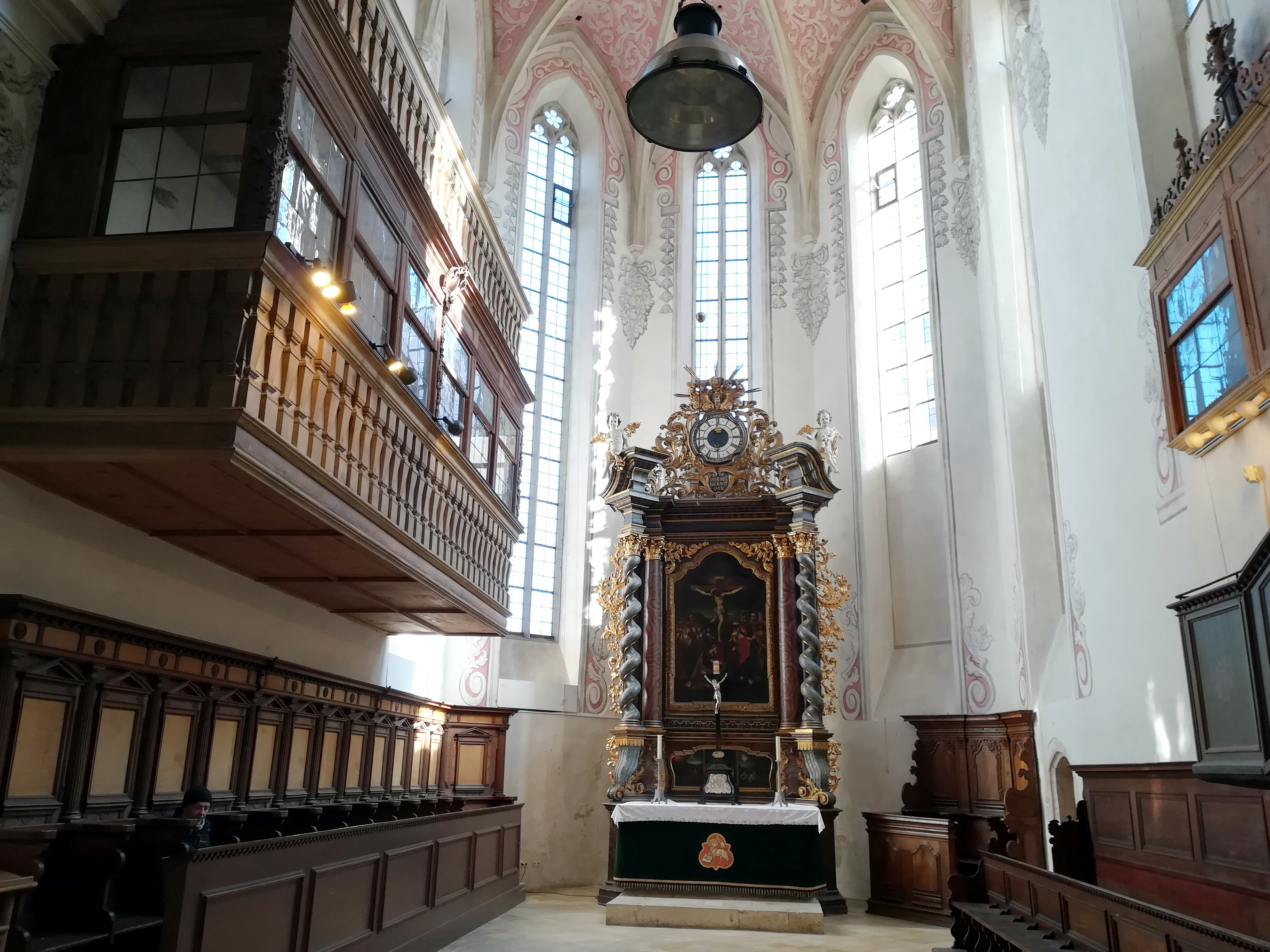
Altar von St. Oswald

Die Innenausstattung präsentiert sich im barocken Stil. Das Altargemälde stammt aus dem frühen 17. Jahrhundert.
Der Altaraufbau ist in der Art der insbesondere aus der nördlichen Oberpfalz bekannten Akantusaltäre gestaltet und datiert auf 1724/26. Er wurde von örtlichen Handwerkern, dem Schreiner Johann Wolfgang Lincken und dem Dekorationsmaler Balthasar Hueber geschaffen. Auf Wunsch des Stifters Johann Zacharias Seidel wurden die Gemälde von Isaac Schwendter (gest.1609) wiederverwendet.
Schwendter ist ein später Vertreter der Donauschule mit ihren tiefen, emotional aufgeladenen Landschaftsräumen. So stellt das große Gemälde die Kreuzigung vor dem verfinsterten Himmel der neunten Stunde dar. Im Unterbau des Altaraufsatzes sind mit dem brennenden Dornbusch, der von Moses aufgerichteten ehernen Schlange, und dem Meerungeheuer, das den Propheten Jona nach drei Tagen wieder an Land spuckt, typologische, vorbildhafte Motive aus dem Alten Testament wiedergegeben. Sie deuten auf die Berichte von Geburt, Kreuzigung und Auferstehung Jesu im Neuen Testament hin.
Die Kanzel am Chorbogen stammt ebenfalls aus dem frühen 17. Jahrhundert und wurde in die Neuausstattung der Kirche in den ersten beiden Jahrzehnten des 18. Jahrhunderts mit einbezogen. (Ergänzung mit einer Stuckdraperie mit Bibelspruch und Jahresangabe 1709 an der Rückseite)
Die Kircheneinrichtung zeichnet sich durch Emporen und Gestühl der 1620er Jahre sowie durch mehrere Oratorien, gesonderte, abgeschlossene Plätze für vornehme und reiche Gottesdienstbesucher des 17. und des 18. Jahrhunderts aus.
Die Kirche wurde 1708/09 im Langhaus an Decke und Emporen mit einem umfangreichen Bildprogramm und mit reichem Wessobrunner Stuckdekor überformt. In dieser Zeit kam auch der mächtige Engel am Chorbogen gegenüber der Kanzel in den Kirchenraum, der mit ausgreifender Geste auf das aufgeschlagene Buch in seiner Hand, auf die Bibel, deutet.
Die Dekorationsmalerei in den gotischen Chorgewölben stammt von Balthasar Huber.
Die Meister der Stuckaturen sowie der Bilder sind unbekannt.
Vieles deutet darauf hin, dass die Neuausstattung der Kirche, in der seit 1610 die „Kinderlehr“ der Katechismusgottesdienst gehalten wurde, in Zusammenhang mit den Bemühungen des 15. Regensburger Superintendenten (eine Art Regionalbischof) Georg Serpilius steht, ebendiesen Gottesdienst mit der Unterweisung in das Glaubenswissen evangelisch-lutherischer Prägung erneut zu vertiefen.
Zwei Charakteristika zeichnen die Bildfolge aus: Immer wieder erkennt man typologische Gegenüberstellungen, wie das Meerungeheuer, das den Jona wieder ausspuckt, gefolgt von einer Darstellung der Auferstehung Christi an der oberen Empore, und die Zuordnung der beiden Teile der Bibel mit dem Alten und dem Neuen Testament generell, wie mit den beiden großen Deckenbildern mit Moses mit den Gesetzestafeln und dem Jesus der Bergpredigt. Ein kleines geschwungenes Bildfeld an der Decke in der Nähe des Chorbogens scheint in seiner Form das aufgeschlagene Buch aufzunehmen, das ein gemalter Engel präsentiert: Es enthält mit VT und NT Altes und Neues Testament. Eine Inschrift am unteren Bildrand QVAM BENE CONVENIVNT - Wie gut sie zusammenpassen betont die Zusammengehörigkeit der beiden Teile als Ganzes.
Am Chorbogen selbst erscheint in stuckiertem Rahmen, von stuckierten Putten gehalten, das Regensburger Stadtwappen: Es ist hier, wie schon am Außenbau im Bogen des Kircheneingangs von 1604, als Zeichen der kirchlichen Obrigkeit der reichsstädtischen Zeit zu verstehen.
Große stuckierte Engel halten in der Mitte der Decke ein von einem aufwendig-durchbrochenen Rahmen eingefasstes Bildfeld mit einer Inschrift nach Jes. 40, 8 VERBVM DOMINI MANET IN ÆTERNVM Das Wort des Herrn bleibt ewig. Während ebenso die vier Evangelisten an den vier Ecken des Deckenspiegels in plastischem Stuck erscheinen, jeder mit seinem Evangelium, mit einem Buch in Händen.

### Orgel

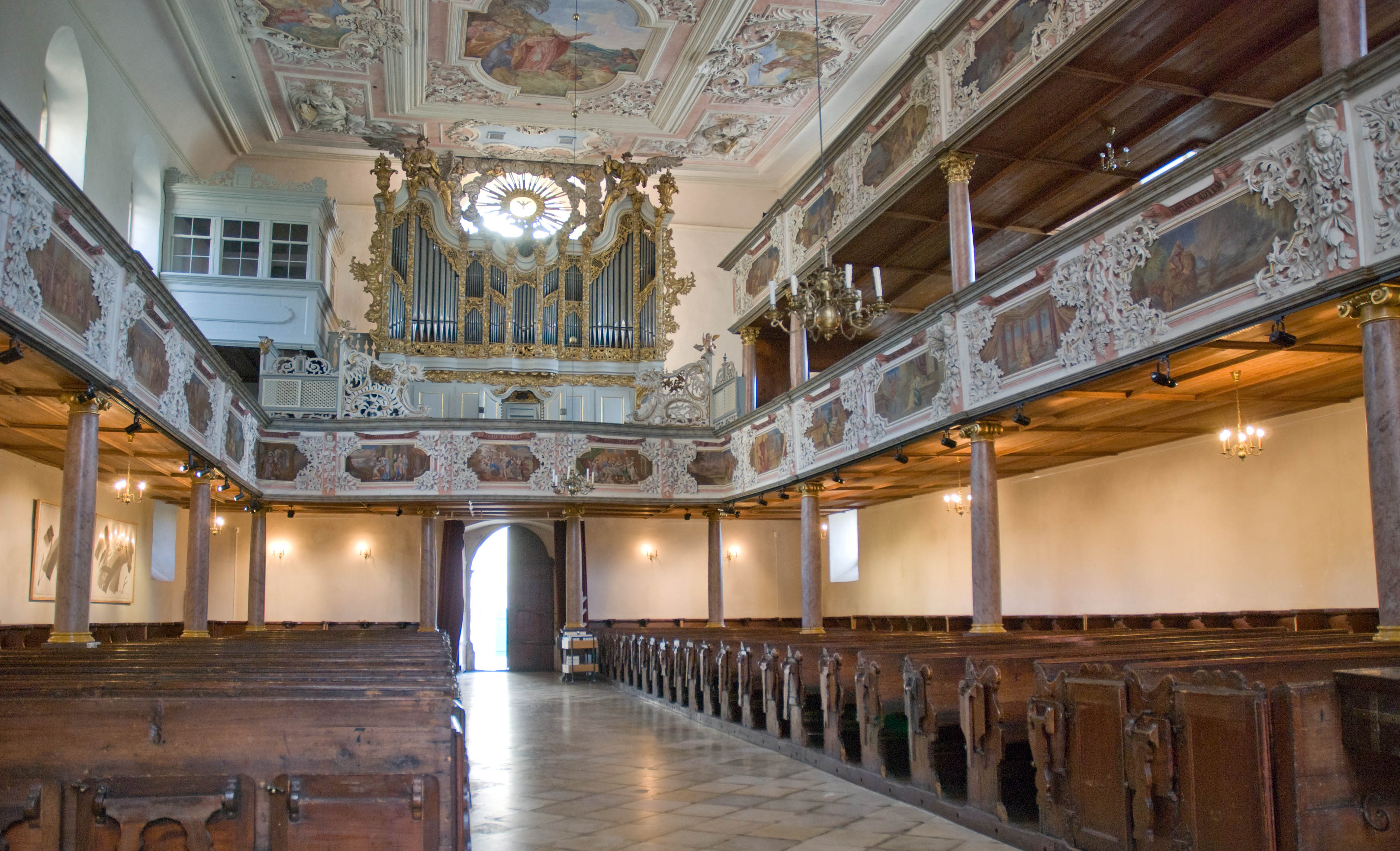
Orgel in der Kirche St. Oswald, Regensburg

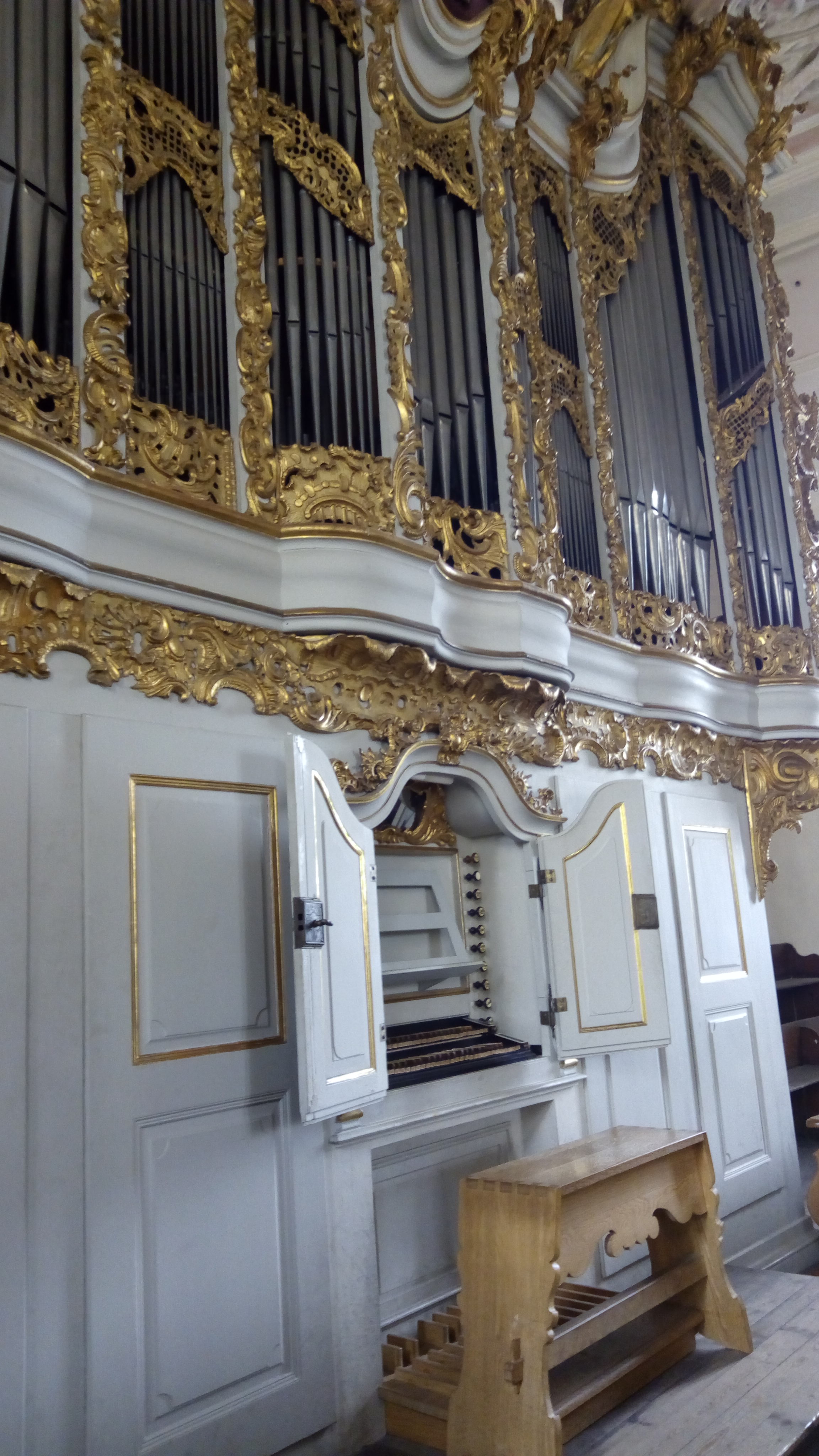
Spielschrank der Orgel

Die Orgel wurde 1750 vom Regensburger Orgelbaumeister Franz Jakob Späth gebaut. Als nicht gelungen gilt ein Umbau im Stil des Neobarock im Jahr 1955 durch den Orgelbauer Paul Ott. Nach der Restaurierung 1986–1991 durch die Bonner Orgelbaufirma Klais verfügt das Schleifladen-Instrument nun wieder über den ursprünglichen Pedalumfang und die originale Disposition mit 18 Registern auf zwei Manualen und Pedal. 2005 erfolgte eine Generalüberholung durch die Orgelbaufirma Ziegltrum, unter anderem wurde die Temperierung gemildert und die Fugari schwebend gestimmt. Die Orgel betreut derzeit OBM Andreas Utz.
| I Hauptwerk C–c3 |                             |            |
| 1.               | Regula primaria (Prinzipal) | 8′         |
| 2.               | Pileata major (Gedackt)     | 8′         |
| 3.               | Quintitenens (Quintadena)   | 8′         |
| 4.               | Gamba con traverso          | 8′         |
| 5.               | Fugari                      | 8′         |
| 6.               | Diapason                    | 4′         |
| 7.               | Sesquialtera                | 2 ⁄3′      |
| 8.               | Cornetti II                 | 2′ + 1 ⁄3′ |
| 9.               | Miscella acuta V (Mixtur)   | 2′         |

| II Positiv C–c3 |                             |       |
| 10.             | Bourdon                     | 8′    |
| 11.             | Tibia vulgaris (Blockflöte) | 4′    |
| 12.             | Salicet                     | 4′    |
| 13.             | Diapente (Quinte)           | 2 ⁄3′ |
| 14.             | Flageolet                   | 2′    |

| Pedal C–a0 |                               |     |
| 15.        | Pileata Maxima (Subbass)      | 16′ |
| 16.        | Basso di Violone (Violonbass) | 16′ |
| 17.        | Violone                       | 08′ |
| 18.        | Baßet (Prinzipal)             | 04′ |

- Koppeln: II/I (Schiebekoppel), Tutti (= Pedalkoppel I/P)
- Nebenregister: Kanaltremulant für das ganze Werk

## Gemeinde
Die Kirche St. Oswald gehört heute zur Kirchengemeinde der Dreieinigkeitskirche im Kirchenkreis Regensburg. Sie ist in den Sommermonaten an den Wochenenden im Rahmen regelmäßiger Öffnungszeiten zu besichtigen. Neben den Gottesdiensten finden ganzjährig Konzerte statt. Hervorzuheben sind die so genannten Späth-Sommer-Konzerte, die seit 2010 jedes Jahr im Spätsommer rund um die Orgel von Franz Jakob Späth stattfinden.